# Angus Fryer
Angus Fryer es un deportista británico que compitió en vela en la clase Flying Dutchman. Ganó una medalla de plata en el Campeonato Mundial de Flying Dutchman de 1959 y una medalla de bronce en el Campeonato Europeo de Flying Dutchman de 1959.

## Palmarés internacional
| Campeonato Mundial | Campeonato Mundial       | Campeonato Mundial | Campeonato Mundial |
| Año                | Lugar                    | Medalla            | Clase              |
| ------------------ | ------------------------ | ------------------ | ------------------ |
| 1959               | Whitstable (Reino Unido) | Medalla de plata   | Flying Dutchman    |
| Campeonato Europeo |                          |                    |                    |
| Año                | Lugar                    | Medalla            | Clase              |
| 1959               | Juelsminde (Dinamarca)   | Medalla de bronce  | Flying Dutchman    |